# 조선의 사회제도
조선의 사회제도는 크게 토지 제도, 납세 제도, 가족 제도, 신분 제도로 나누어 정리할 수 있다.
조선왕조 건국 주체세력이 추구하던 경제구조는 민생안정과 더불어 국가수입을 증대시켜 부강한 재무국가(財務國家)를 만드는 것이었다. 즉 국가가 국민을 위해 봉사하려면 재무구조가 튼튼해야 된다고 믿었다. 이러한 목표 아래 국가주의적 성격을 지닌 《주례》의 경제정책이 주목되었다. 고려 말, 조선 초의 전제개혁(科田法)도 그러한 방향에서 이루어진 것이다.
전제개혁 주동자들이 처음 구상한 것은 전국의 토지를 몰수하여 인구비례로 재분배하는 이른바 계구수전(計口授田)이었다. 이로써 모든 농민을 자작농으로 만들고, 국가수입을 늘리려는 것이었다. 이 계획은 지주들의 반발로 충분한 목적을 달성하지는 못했다. 그러나 전국 토지에 공개념을 부여하여 국가가 수세할 수 있는 근거를 마련했다.

## 납세 제도
납세 제도(納稅制度)는 조세(租稅)와 공부(貢賦)로 크게 나눌 수 있다.
조세는 지급된 토지를 대상으로 징수되었기 때문에 그 과세율(課稅率)이 분명하였으나 공부는 노동력과 호(戶)를 대상으로 부과되었기 때문에 처음에는 조세보다도 그 부담이 무거웠다. 또한 중기 이후에는 공부도 토지를 대상으로 하는 제도가 채택되면서부터 조세의 부담이 제일 무거워지게 되었다.
먼저 조선시대 조세의 성립과정을 살펴보면, 세종 때 공법(公法)이라는 새로운 세제(稅制)가 마련되기까지는 고려 공민왕 때 토지개혁과 함께 정하였던 규정을 그대로 답습하였다. 즉 조(租)는 수전(水田) 1결(結)에 대해서 조미(租米) 30말(斗), 한전(旱田) 1결에 대해서는 잡곡(雜穀) 30말을 경작자로 하여금 부담하게 한 것인데, 공전(公田)인 경우에는 관가에서 그것을 징수하였고, 사전(私田)인 경우에는 수조권자인 전주(田主)가 이를 받아들였다. 세(稅)는 전주(田主)가 경작자에게서 받은 조(租) 중에서 1결에 대하여 2말씩 국고(國庫)에 바치게 하였는데, 능침전(陵寢田)·창고전(倉庫田)·궁사전(宮司田)·공해전(公廨田)·공신전(功臣田)은 세(稅)를 면제받았다. 이와 같은 규정은 고려 태조가 내세웠던 10분의 1 수조율(守租率)에 근거하여 종래의 과중한 부담을 덜게 한 것이다.
한편 종래에는 사전에 부과하지 않던 세를 받아들이게 된 것은 조선시대 조세제도의 특징의 하나라 할 것이다. 이와 동시에 실지로 조세를 부과시키는 규정으로서 답험손실법(踏驗損失法)이 마련되었는데, 이것은 농작의 상황을 10푼(分)으로 나누어 손(損) 1푼에 조(租) 1푼을 감해 주고, 손(損) 8푼이면 조 전액을 면제한다는 전제 아래, 공전의 경우에는 관(官)에서, 사전의 경우에는 전주(田主)가 각각 풍흉(豊凶)을 조사하여 등급을 매기게 하였다. 그러나 실제 이를 운용할 때에 조사를 맡은 관리나 전주의 협잡·착취가 심하였으며, 특히 사전인 경우에는 전주가 사실보다 더욱 가혹하게 등급을 매겨 경작자를 괴롭혔으므로 한때는 그 폐단을 없애기 위해 관(官)에서 직접 풍흉의 정도를 조사한 적도 있었다.
이와 같이 답험손실법에 결함이 드러나게 되자 세종 때에는 공법(貢法)이라는 새로운 세법을 마련하게 된 것이다. 즉 1430년(세종 12) 8월에 왕은 종래의 답험손실법을 전폐하는 대신 상·중·하 3등전(三等田)에서 그 해의 풍흉을 막론하고 일률적으로 1결에 대해 10말을 받아들인다는 내용의 시안(試案)을 내어 전국 각계각층의 여론을 들었으나 확실한 결론을 얻지 못하였다. 그리하여 1436년(세종 18)에는 다시 공법상정소(貢法上程所)를 두어 새로운 안(案)을 내어 일부 지역에 실시하여 보았으나 결함은 여전하였으므로 1443년(세종 25)에는 전제상정소(田制詳定所)를 설치하여 본격적인 조사 연구에 착수케 함으로써 새로운 세제(稅制)를 세우게 하였다. 그리하여 이듬해에 답험손실법과 공법을 절충하여, 토지를 비척(肥瘠)에 따라 6등급으로 나누며, 연분(年分)을 그 해의 풍흉에 따라 9등급으로 나눈다는 전분육등과 연분구등의 법을 제정하였는데 이것은 조선 세법의 기본이 되었다. 그리하여 1448년(세종 30)에는 토지를 다시 측량하기 시작하였으며, 양전(量田)이 끝나자 이 신법(新法)을 실시하게 되었다.
그러나 늘 경작할 수 있는 토지는 정전(丁田)이라 하여 새 세법에 따라 과세하였으나, 때때로 휴경(休耕)을 요하는 토지는 속전(續田)이라 하여 재해로 말미암아 손해를 받은 재상전(災傷田)과 함께 답험손실법에 따르기로 하였다. 과세의 대상인 토지는 경작자의 사정이나 자연적 조건 등으로 그 상태가 변동될 수 있으므로 그에 대한 상황을 파악하는 양전(量田)의 실시는 세제의 올바른 운영을 위해 필수조건의 하나였다. 그리하여 세종 때에는 20년마다 한 번씩 양전을 실시한다는 양전법(量田法)이 제정되어 《경국대전》에 수록됨으로써 길이 준수해야 될 성문법이 되었으나 이를 실행할 때에는 여러 가지 농간과 협잡이 따르게 되어 별다른 성과를 거두지 못하였다.
그러던 중 임진왜란을 당하여 난후(亂後)에 문란한 전적(田籍)을 정리하기 위하여 1603년(선조 36년)에 착수, 이듬해에는 겨우 경기·강원·황해도를 마쳤을 뿐이었고, 충청·전라·경상도는 정묘호란 등을 겪고 더욱 전제(田制)가 무너진 뒤인 1634년(인조 12년)에야 실시되었다. 그리하여 재정(財政)을 충실케 하기 위하여 연분법(年分法)을 중지하고 정률법(定率法)에 의거하여 조세를 받아들였으나, 백성들의 피해가 큰 것을 참작하여 다시 답험손실법에 따라서 징수하기로 하였다. 그리고 이와 전후하여 공부(貢賦)의 부과방법에도 큰 개혁이 있어서 세제는 더욱 복잡한 상태에 빠지게 되었다.
공부는 건국 초기에 공부상정도감(貢賦詳定都監)을 설치하여 지방 특산물의 통계를 내서 공부의 등급을 매겨 각 지방의 공안(貢案)을 채워야만 되었다. 더욱이 연산군은 방탕한 생활을 하기 위하여 공부를 더욱 많이 매겼으므로 농민들의 부담은 더욱 무거웠으나 이때 작성된 공안은 그 뒤에도 폐지되지 않고 계속되었다. 또 공안도 실정에 맞지 않은 경우가 많아, 토산(土産)이 아닌 물품을 공납해야 될 때도 있었다. 이럴 경우는 그 물품을 사서라도 바쳐야 되는 불편과, 또 중앙에 공납이 가능한 물품이라 하더라도 수요와 공납이 시기적으로 맞지 않는다든가 수송의 곤란 등으로 이른바 방납(防納)이라는 공부청부제(貢賦請負制)가 생기게 되면서 그에 따른 중간착취로서 백성들의 고통은 절정에 달하였다. 그러므로 이에 대한 대책으로서 공물을 미곡(米穀)으로 대신 내게 함으로써 방납에 따른 백성들의 피해를 덜자는 의견이 선조 초기에 나왔다. 그러나 실시되지 못하고 임진왜란과 병자호란 등으로 전국의 토지는 황폐해지고, 백성들은 사방으로 흩어져 달아나 국가의 수입이 격감되었다. 그 보충책으로서 시행하게 된 것이 곧 대동법(大同法)이었다.
위에서 말한 것 이외에 초기부터 농민에게는 군역(軍役), 중에게는 승역(僧役), 천인(賤人)에게는 천역(賤役) 등 각종 역(役)이 부과되었으며, 다만 양반들만이 원칙적으로 역의 의무가 없었다.
임진왜란 이후에 공명첩의 대량 발급으로 신분제 동요가 발생하게 되었다.

## 가족 제도[3]
조선 사회의 단위는 개인이 아니라, 가족으로서, 이 가족을 중심으로 조선의 사회는 형성 운영되어 왔다. 조선시대의 가부장적 가족 제도는 정교(政敎)의 근본이념으로 채택된 유교로써 더욱 엄격하게 통제되었으며, 모든 생활의 규범과 의식은 유교의 가르침에 따를 것을 강요당하였다.
조선 초.중기와 후기를 구분해서 이해해야 한다. 조선시대 초, 중기까지만 하더라도 조선사회에서 여성의 지위는 고려시대와 크게 다르지 않았다. 조선 후기에 가부장제도가 강화되기 시작했던 것은 몰락하는 사대부 계층이 자신들의 위세를 강화하고 상황을 반전시키기 위해 주자학을 맹렬히 부르짖었던 시도와 관련되어서 이해되어야 한다. 현 문서에는 조선 초,중기의 모습에 대한 서술이 생략되어 있다.
조선시대 가장의 권리는 조선 후기에 고려 때보다도 더욱 강화되어서, 가령 자손·처첩·노비가 모반·반역 이외의 죄상(罪狀)으로 부모나 가장을 관청에 고소하는 자는 오히려 극형을 받기로 되어 있었으며, 인조 때에는 심지어 가장의 반역 음모를 고발하였다가 인륜을 해치는 죄도 반역죄에 못지않게 무겁다 하여 먼저 사형시킨 일까지도 있었다. 조선시대에는 반역죄와 동등하게 강상죄에 대해서도 이를 엄중하게 다루었다 함은 이미 앞에서도 말한 바 있다. 이와 반대로 존장에 대한 절대 복종과 희생정신에서 우러나오는 효행이나 정렬(貞烈)은 국가에서 크게 장려하였음은 당연한 일이었다. 이와 같이 그 권위를 국가에서 보증을 받는 가장은 안으로는 조상의 제사를 주재하는 한편, 가정의 관리, 가족의 부양, 분가(分家) 또는 입양(立養), 자녀의 혼인·교육·징계·매매 등에 관한 전권(全權)을 가지고 가족구성원을 통솔하였으며, 밖으로는 민간의 계약은 가장의 서명 없이는 성립될 수 없었고, 관청에서도 가장을 상대로 모든 일을 처리하였다.
또한 조선시대 가족 제도의 특징은 종족을 하나의 단위로, 대가족 제도를 형성하여 상부상조한 점에서도 찾아볼 수 있는데, 여기에서 동족간의 결합이 촉진되어 족보(族譜)가 생겼으며, 이로 말미암아 동족에 대한 관념이 더욱 발달하게 되었다. 그리하여 조선 사회에서는 엄격한 족외혼이 행하여졌으며, 《속대전》에서는 동성동본은 물론이요, 동성이본(同姓異本)도 서로 혼인할 수 없다는 규정을 마련하기에 이르렀다. 혼인은 남녀 모두 조혼(早婚)이 특징이어서 법적으로 남자는 15세, 여자는 14세 이상이면 혼인 할 수 있었으며, 특별한 경우에는 12세만 되어도 혼인이 허가되었다. 혼인에도 남존여비의 관념이 철저하여서 남자는 아내가 죽은 뒤에 얼마든지 다시 혼인하여도 무방하였지만, 여자의 경우는 제약이 심하여 성종 때부터는 재가(再嫁)를 원칙적으로 금하였으며 재가한 여자의 자손은 문무관(文武官)에 임명되지 못하였고, 과거에 응시할 수도 없었다.
혼인 관계 이외에도 여자의 사회적 지위는 아주 미약하여 여자로서의 법률적 행위는 반드시 남편이나 가장의 허가가 있어야 되었으며, 교제나 외출도 엄격히 제한되어 가족이나 가까운 친척이 아니면, 남자와 대면(對面)하지 못하였고, 외출해야 될 때에는 상류계급에서는 너울을 쓰고 하류계급이라도 장옷·건모 등을 써서 얼굴을 가리게 하였다. 그리고 조선 사회에서처럼 적(嫡)·서(庶)의 차별을 가혹하게 한 사회는 역사상 없었다. 일부다처(一夫多妻)를 공인하면서도 첩(妾)의 소생을 차별대우하게 된 것은 태종 때에 만들어진 서얼금고법(庶孽禁錮法)에서 시작되었다. 또 같은 첩자(妾子)라도 양첩자(良妾子)·천첩자(賤妾子)의 구별에 따라 신분·재산상속 등에 차등이 있었다.
사람이 죽으면 신분의 높고 낮음과 촌수의 가깝고 먼 것에 따라 복상(服喪)의 기간을 다섯으로 나누는 오복제도(五服制度)가 시행되었다. 제사에서는 고려 때에는 불교적 의식이 유행하였으나 고려 말기의 주자학(朱子學)의 전래와 함께 가묘(家廟)의 제도가 생기게 되었으며, 조선 중종 때 조광조(趙光組)가 정권을 잡은 뒤에는 그 보급에 힘써 사대부(士大夫) 집안에는 모두 가묘가 세워졌다 한다. 가족 제도의 핵심이 되는 관혼상제(冠婚喪祭) 등의 예제(禮制)는 이미 고려 말기에 주자(朱子)의 가례가 기준이 되어 다소 보급되었다.
조선시대에 들어와서 주자학이 숭상됨에 따라 가례도 처음에는 사대부들 사이에서만 성행하였으나, 뒤에 점점 유교적인 윤리 관념이 보편화되자 사회 전반에 영향력을 미쳐 가족 제도의 변천을 초래한 점도 많았다.

## 병역 제도
조선 초기에는 국방강화에 비상한 관심을 기울이고, 군대를 늘리고 정예화하였다.
건국 직후에는 귀족 관료들이 거느리던 사병을 혁파하여 공병으로 귀속시키는 일에 주력했고 태종 때 매듭지어졌다. 그러나 기왕의 군대만으로는 부족하여 모든 양인은 군역을 지게 하는 양인개병제를 밀고 나갔다. 즉, 16세 이상 60세 이하의 양인 남자는 군병이 되거나, 아니면 군병이 군역을 지는 동안 필요한 식량, 의복 등 경비를 부담하는 봉족 혹은 보인이 되도록 하였다.
토지가 3~4결 이상 되는 자립농민에게는 보조원을 주지 않았으나, 영세농민 출신의 군인에게는 보조원을 지급하여 주었다. 보조원은 군병의 비용을 조달하기 위해 매년 무명 1필을 국가에 바쳤다. 정부는 군역 담당자를 확보하기 위해 호적조사사업을 강화하고, 양인 인구를 확대하는 정책을 써서 태조6년에 37만 명이던 군역 담당자가 세종 12년경에는 70만 명으로, 세조 때는 80만에서 100만 명으로 늘어났다. 이 중에서 군병이 약 30만, 보조원이 약 60만 명이었다.
현직관료와 학생은 군역에서 면제다. 왕의친척인 종실과 외척, 공신이나 고급관료의 자제들의 군역은 국왕의 호위와 시종, 왕의 경비를 담당하는 고급특수부대에 소속되어 좋은 대우를 받았다
일반 평민은 정병 ,유방군, 혹은 수군에 편입되어, 정병은 1년에 두 달, 유방군은 석 달, 수군은 두 달씩 복무했고, 복무기간에 따라 산계를 받았다. 이 밖에 직업군인으로서 갑사, 별시위, 내금위 등이 있어 무재가 있는 사람들이 시험을 쳐서 들어왔고 정식 무반에 속히 품계와 녹봉을 받고, 중앙에서는 왕궁과 서울의 수비를 맡고, 지방에서는 하급 지휘관이 되었다.
조선 초기에 군대를 통솔하는 기관은 오위도총부였다. 여기에는 다섯 개의 군단이 있어서 이들이 중앙군을 구성했는데, 그 지휘책임은 문반관료가 맡았다. 이 밖에 군인의 훈련, 시험 등을 관장하는 훈련원, 무관의 최고기관으로 중추부가 있었다.
지방의 육군은 세조대 이후로 이른바 진관체제로 편성되었다. 즉 각도마다 한 개 혹은 두 개의 병영을 두어 병마절도사가 정해진 구역의 지휘권을 장악하고, 병영 밑에서 몇 개의 거진을 두어, 거진의 수령이 주변 군현의 군대통수권을 장악하였다. 말하자면, 전국이 지역단위의 방어체제를 형성한 것이다. 그리고 요새지의 읍에는 읍성을 쌓아 지방의 방어체제를 강화하였는데, 특히 바닷가 요새지에 해당하는 읍에 읍성을 많이 쌓았다. 이로써 지금까지의 산성시대에서 읍성시대로 바뀌면서 국방이 한층 강화되었다.
한편, 중앙군과 지방군의 유기적인 통합관계를 유지하기 위하여 지방군의 일부를 교대로 서울에 올라와 복무하게 하였다. 이것이 번상병이다.
수군은 육군과 비슷한 체제로 편성되었다. 즉, 연해 각 도에 몇 개의 수영을 두고 수군절제사를 파견하여 자기 관할구역의 수군을 통솔하게 했다. 수영 밑에는 포진과 포를 두고, 첨절제사와 만호를 각각 파견하여 관하 수군을 통할하게 했다.
조선 초에는 정규군인 이외에 일부의 예비군인 잡색군이라는 것이 있어서 평시에는 자기 생업에 종사하고, 일정한 기간 군사훈련을 받아 유사시에 대비했다. 여기에는 서리, 잡학인, 신량역천인, 노비 등이 배속되었다.
교통과 통신체계도 전보다 한층 강화되었다. 군사적인 위급사태를 알리기 위한 봉수제가 정비되고, 물자수송과 통신전달을 위한 역마참 제도가 전국적으로 짜여 국방과 중앙집권적 행정운영이 한층 용이해졌다.
조선 초기에는 취각령이라 하여 서울의 관료들을 수시로 궁 앞에 비상소집했으며, 무장한 갑사들과 돌팔매의 전문가인 척석군이 광화문 앞에서 서로 싸우게 하여 군사 훈련을 시키기도 하였다. 이 훈련은 사상자가 많이 생겨 중단되고, 민간의 민속놀이로 전승되어 갔다.
15세기의 강력했던 국방체제는 16세기 이후 점차 해이해지면서 16세기 후반의 임진왜란 직전에는 이이가 10만 양병설을 부르짖을 만큼 어려운 사태에 직면하였다.

## 양반
양반이란 문반(文班)과 무반(武班)을 총칭하던 말로서, 이들은 농(農)·공(工)·상(商)에 종사하지 않고 유학만을 공부하여 과거를 거쳐 아무 제한 없이 고급 관직으로도 승진할 수 있는 특권을 가졌으며, 관료가 되면 토지와 녹봉(祿俸) 등을 국가에서 받게 되므로 지주계급(地主階級)을 형성하기도 하였다. 이들 양반 가운데서 조선의 건국 이래 속출된 각종의 공신(功臣)들과 고급 관료들은 그들에게 여러 가지의 명목으로 지급된 광대한 토지를 점점 세습·사유함으로써 대지주가 되었으며, 이런 경제적인 기반을 토대로 삼아 권문세가(權門勢家)의 문벌을 이룬 양반도 생기게 되었다. 같은 양반이라도 문관은 무관보다 우위를 차지하고 있었으니, 일반적인 요직은 물론, 군사 요직까지도 문관이 장관이 되면, 무관을 그 아래 두었던 일이 많았다. 양반의 서얼(庶孼) 출신자에게는 문과에 응시할 자격을 주지 않았던 반면에, 무과에는 천인만 아니면 누구든지 응시할 자격을 준 결과 적서(嫡庶)의 차별과 문(文)을 숭상하고 무(武)를 얕잡아 보는 사회적인 인습이 만들어지게 되었다.
한편 양반 신분의 세습에 따른 그들의 수적(數的) 팽창은 한정된 국가 정치기구에의 참여를 둘러싸고서 서로 이권과 이념을 달리하는 파벌을 짓게 하여 사화(士禍)와 당쟁(黨爭)이란 피비린내 나는 대립 항쟁을 일으키게도 하였다.

## 중인
중인은 외국어(外國語)·의학(醫學)·천문학(天文學)·법률학 등 특수 기술을 배워 세습하였다. 중인과 양반의 서얼 출신자를 합하여 중서(中庶)라고 해서 양반 이외의 관료가 될 수 있는 계급이었지만, 법으로써 높은 관직에 오를 수 없도록 제한하였기 때문에 대부분 낮은 관직에 그치고 말았다. 중기 이후에 이들의 한품서용(限品敍用)에 대한 제한을 철폐하려는 기운이 싹트기도 하였으나, 별로 성과를 거두지 못하였다. 특히 서얼들은 출세의 길이 막힌 것에 불만을 품고 서로 무리를 지어 반역이나 도둑의 주동자가 되기도 하여 당시 사회에 파문을 일으켰다.
이들보다 하위(下位)의 신분층으로 이서(吏胥)·역리(驛吏)·군교(軍校) 등이 있었는데 말단(末端)의 행정·경찰사무를 담당하여 직접 평민들을 지배하는 실권을 쥐고 있어 사회적으로 하나의 큰 세력을 형성하고 있었다.

## 상민
상민은 농(農)·공(工)·상(商)에 종사하는 사람을 말하지만, 그 대부분은 농민이었다. 이들은 국가에 대하여 조세(租稅)·공부(貢賦)·군역(軍役) 등 각종의 의무를 부담한데다가 지방관이나 향리 등의 착취대상이 되어 그 생활은 일반적으로 몹시 비참하였다. 이렇게 시달리는 생활 속에서 서로 단결하여 살길을 찾기 위한 움직임은 농촌 공동체를 만들게 하였으며, 상호부조를 목적한 여러 가지 계(契)가 조직되었다.
한편 말기로 내려오면서 더욱더 심해지던 관리들의 수탈에 대한 반항으로 민란을 일으키기도 하였으니 홍경래(洪景來)의 난, 철종 때의 민란, 동학혁명(東學革命) 등의 주체는 농민이었다.

## 천민
천민은 양반이나 중인이 거느리던 백성으로, 노비(奴婢)가 거의 대부분이었다. 이들은 일종의 재산으로 간주되어 매매·상속 등의 대상이 되었다. 더군다나 사람취급도 못받아 동물취급을 받았다. 노비는 공천(公賤)과 사천(私賤)의 둘로 대별(大別)될 수 있었지만 이들 가운데에도 여러 계층이 있었다.
이 밖에 창기(娼妓)·무당·광대 등도 천인에 속하였으며, 불교의 몰락과 함께 승려도 천인의 대우를 받았다. 천인 중에서도 가장 천대를 받은 신분층은 백정(白丁)으로서 이들은 인간 이하의 대우를 받았으며 특수부락(特殊部落)을 이루어 일반인과도 격리된 가운데서 도살(屠殺)·유기장(柳器匠) 등의 작업을 세습하며 살았다.
위에서 말한 네 가지의 신분 계급을 바탕으로 조선 사회의 지배체제는 형성 유지되었으며, 임진왜란 이후로 다소 변천이 생겨 평민이나 천인으로서도 전공(戰功) 또는 납속(納贖) 등의 수단을 통하여 당상(堂上)·당하(堂下)의 위계(位階)나 직명(職名)을 얻는 경우도 많았으나, 특전이란 군역을 면제받는 정도에 불과하였으며, 그것도 일신(一身)에만 한한다는 제약이 있었다. 이와 같이 엄격한 신분체제는 1894년(고종 31)의 갑오경장 이후 신분 계급의 타파가 제도화됨으로써 점차적으로 소멸되어 갔다.

### 신분제의 동요
조선 후기의 산업 발달은 전통적인 신분 계급 구조에 새로운 변화를 가져와서 신분제가 동요하게 되었다. 양인과 노비의 엄격한 차별과 세습성을 특징으로 하는 양천제가 무너지고, 양반(사족)과 상민(평민과 노비)이 대칭되는 새로운 계급 구조가 형성된 것이다. 이른바 반상(班常)의 구별이다. 그러나 양천제가 법에 따라 규제되는 신분제라면, 반상 구조는 사회 관행으로 형성된 것이어서 구속력이 약하고 서로간의 상하 이동이 비교적 활발하였다. 따라서 반상 구조는 신분사회에서 근대적 계급사회로 넘어가는 과도기적 형태라 할 수 있다.

#### 개설
신분제의 붕괴는 무엇보다도 지주제의 발전에 따라 그 단서가 열렸다. 16세기 이후로는 병작제가 보편화되면서 양인 중에서 지주의 위치에 있던 부류가 양반(사족)으로 상승하고, 작인의 처지에 있던 부류는 양인이건 노비이건 상한(常漢)으로 불리게 된 것이다.
16세기 말의 임진왜란과 17세기 전반의 호란을 거치면서 양천제는 더욱 급속하게 무너졌다. 노비 스스로 도망하여 신분을 해방시키기도 하고, 국가는 군역 대상자와 재정의 궁핍을 보충하기 위하여 노비를 단계적으로 해방시켜 주는 것이 유리하다고 판단하였다. 이에 군공(軍功)을 세우거나 곡식을 바치는 자(→납속)를 양인으로 풀어주고, 속오군으로 편제하여 군역을 지우기도 했다. 또한 노비 인구를 제도적으로 줄이기 위해 어머니가 비(婢)인 경우에만 그 자식을 노비로 만들고, 나머지는 양인으로 되게 하는 노비종모법(奴婢從母法)을 시행하였다. 이 제도는 1669년(현종 10년)에 시작되어 여러 차례 치폐를 거듭하다가 1731년(영조 7년)에 정착되었다. 당시에는 양인과 노비 사이의 결혼이 활발하였기 때문에 이 제도로 양인이 되는 노비가 적지 않았다. 국가에 소속된 공노비도 도망자가 속출하여 국가에서는 신공(身貢)과 입역(入役)을 완화해 주기도 하였으나 별로 효과가 없자 마침내 1801년(순조 1년)에 일부 공노비를 제외한 66,000여 명의 공노비(내사노비)를 평민으로 해방시켜 주었다. 나머지 공노비는 1894년의 갑오경장 때 해방되었는데, 이때 사노비도 세습제가 폐지되어 한국 노비제의 역사는 종말을 고하게 되었다.

#### 양반 계급의 동요
한편, 신분제가 붕괴되면서 그에 대신하여 나타난 반상(班常) 구조는 양반의 계급적 구성을 매우 복잡하게 만들었다. 우선 양반의 개념이 조선 초기와 달라졌다. 원래 양반이란 문무의 관직을 가진 사람을 가리켰으나, 조선 후기의 양반은 뚜렷한 법제적·객관적 기준이 없었다. 그러나 대체로 양반은 학문과 벼슬의 유무를 기준으로 척도를 삼는 것이 관행이었다. 따라서 명성이 높은 학자나 서원의 유생, 생원, 진사, 그리고 벼슬아치의 친족들이 양반을 차지하였으며, 이들은 족보를 만들어 족단 전체가 양반가문으로 행세하고, 상한(常漢)과는 통혼하지 않았다. 또 이들은 청금록(靑衿錄) 혹은 향안(鄕案)이라는 양반 명단을 만들어 향약 등 향촌 자치기구의 주도권을 장악하였다.
국가는 기준이 모호한 양반을 일률적으로 대우하지 않았다. 과거응시자격, 특히 고급문관이 되는 생진과(生進科)와 문과(文科)의 경우에는 4조(증조·조·부·외조) 중에 현관(顯官, 실직 관리)을 지낸 사람이 있어야 응시할 수 있게 하였고, 군역을 면제시켜 주는 경우에는 ‘유학(幼學)’으로 기록된 사람에 한하였다. 이러한 신원의 파악은 국가가 작성한 호적에 따라 확인되었으므로, 상한(常漢) 중에서도 벼슬을 하고 싶거나 군역을 면제받고자 하는 사람은 부정한 방법을 통해서 호적을 바꾸고 족보를 위조하기도 하였다. 조상의 신분을 위조하는 것을 ‘환부역조(換父易祖)’라 하고, 자신의 직업을 ‘유학(幼學)’이라고 속이는 사람을 ‘모칭유학’이라 불렀다.
조선 후기에는 상민(常民) 중에서 신분을 속여 양반 행세를 하는 가짜 양반이 시대가 흘러갈수록 많아져서 19세기 들어가면 전체 주민의 과반수가 양반으로 호적에 기록되어 있다. 조선 후기에 양반 인구가 급증한 것은 그만큼 계급 상승이 활발해진 것을 의미한다. 그러나 정치권력의 핵심에 접근하는 길은 모든 양반에게 열려 있는 것이 아니었다. 과거에 합격했다 하더라도 실제 관직을 주는 경우에는 가문의 차별과 지방의 차별이 있었다. 이른바 청요직이라 불리는 승문원·홍문관 등에는 한양 양반(경화사족)이 임용되고, 서북 사람은 그보다 못한 성균관, 중인은 승진이 어려운 교서관에 임용되는 것이 관례였다. 무과(武科)의 경우에도 마찬가지여서, 한양 양반은 왕을 호종하는 선전관(宣傳官)에, 중인은 궁궐이나 성문을 지키는 수문청에 임용되었다.

#### 중인과 서얼
조선 후기의 중인은 인구 면에서는 큰 비중을 차지하지 않았으나 양반과 상민의 중간에 있는 부류로서 의관(의사), 역관(통역), 천문관, 산관(수학), 율관(법률), 화원, 서리 등 전문 기술직에 종사하는 하급관료를 가리킨다. 그러나 이밖에 시골의 교생(校生)이나 군교(軍校), 향리들도 중인으로 자처하여 두 부류의 중인층이 형성되었다. 건국 초에는 전문 기술직에 종사하는 가문이나 신분이 따로 있었던 것이 아니었으나, 17세기 중엽 이후로 그 직업이 세습되면서 중인이라는 특수 계급 집단이 형성된 것이다. 특히 서얼들에게 잡과 응시가 허용되어 전문 기술직에 함께 참여하면서 중인은 서얼과 동류로 취급되어 천대를 받게 된 것이다. 그리하여 중인은 법제상으로는 문무과 응시가 가능하고, 당당한 문관(顯官)으로 나갈 수 있게 되었으나, 실제상으로는 청요직 임용이 막혀 있었다.
한편, 서얼은 양반의 소생으로 인구 비중도 높았으나, 서얼금고에 따라 전문 기술직 이외에는 벼슬길이 법제적으로 막혀 있었다. 그러나 서얼들 자신의 꾸준한 집단적 상소운동과 국가의 정책적 배려로 18세기 후반부터는 점차적 청요직으로의 허용이 이루어졌다. 정조 때 유득공(柳得恭)·박제가(朴齊家)·이덕무(李德懋) 등이 규장각의 검서관으로 등용된 것은 유명한 사례이며, 또한 그 후에도 서얼허용은 꾸준히 계속되어 마침내 1851년(철종)에 ‘신해허통’ 조치를 거쳐 완전한 청요직 허통이 이루어졌다.
서얼 허용에 자극을 받아 중인(中人)들도 1850년대에 대대적인 연합 상소 운동을 벌였으나, 그 세력이 미미하여 청요직 허용이 실패로 돌아갔다.
그러나 중인들은 경제력이 높아서 한양의 여러 곳에 시사(詩社)를 조직하여 양반들과 어울려 문예 활동을 통해 양반과 비슷한 인문교양을 쌓아가는 한편, 활발한 저술활동을 통해 자신들의 위상을 높여갔다. 중인들의 위상이 뚜렷하게 높아진 것은 개항 이후로서 서구의 근대 문물을 수용하는 데 양반보다 앞서 나갔다. 그들이 지닌 전문적 지식과 출세 의욕이 서양 문화를 적극적으로 받아들이게 하였다. 급진적 개화파가 거의 대부분 중인층에서 나온 것은 우연한 일이 아니다. 그러나 급진 개화파에서 뒷날 친일파가 많이 나타난 것은 중인이 양반처럼 자존심이 강하지 못하고, 전문가로서의 공리적·출세 지향적 기질이 있는 것과 관련이 있다.

## 같이 보기
- 양반, 양인, 중인, 서얼, 노비

## 참고 문헌
- 이 문서에는 다음커뮤니케이션(현 카카오)에서 GFDL 또는 CC-SA 라이선스로 배포한 글로벌 세계대백과사전의 "조선 왕조의 경제·사회적 구조" 항목을 기초로 작성된 글이 포함되어 있습니다.
- 이 문서에는 다음커뮤니케이션(현 카카오)에서 GFDL 또는 CC-SA 라이선스로 배포한 글로벌 세계대백과사전의 내용을 기초로 작성된 글이 포함되어 있습니다.